# Fantasia (film)
Fantasia (werktitel: The Concert Feature) is een Amerikaanse animatiefilm uit 1940 van Walt Disney Productions. Het was de derde lange tekenfilm van Disney.
Het is een experimentele animatiefilm. Gevisualiseerde animatie wordt op de maat van klassieke muziek gepresenteerd. Voor ieder onderdeel is er een inleidende tekst. Vervolgens ziet men de animatiefilm met daarbij de bijpassende muziek, gespeeld door het Philadelphia Orchestra onder leiding van Leopold Stokowski. 
Fantasia kwam voor het eerst uit in 1940, waarna de film tweemaal opnieuw werd uitgebracht: in 1985 en 1990. In december 1999 is er ook een vervolg uitgekomen onder de naam Fantasia 2000, geïnitieerd door Roy E. Disney.
Ondanks de aanvankelijk lage opbrengst wordt de film tegenwoordig gezien als een van Disneys klassiekers.

## Onderdelen
Elk stuk wordt ingeleid door Deems Taylor, die de kijkers wat achtergrondinformatie verschaft over het muziekstuk dat ze gaan horen, en wat voor aanpassingen er eventueel gemaakt zijn aan de muziek. Sommige van de muziekstukken zijn namelijk ingekort voor de film.

### Toccata en Fuga in d-moll
- Muziek: Johann Sebastian Bach – Toccata en Fuga in d-moll BWV 565
- Regie: Samuel Armstrong

De film opent zonder openingstitel of logo’s. Men ziet een gordijn opengaan en het orkest begint te spelen.
Het eerste stuk van de Toccata en Fuga is in live-action en laat het orkest zien terwijl het musiceert, begeleid door abstracte lichtpatronen. Daarna gaat het beeld over op een abstracte tekenfilm, gebaseerd op de werken van de Duitse kunstenaar Oskar Fischinger. Voor het slotstuk wordt weer live-action beeldmateriaal gebruikt.
In de Nederlandse nasynchronisatie uit 1991 is de verteller gedaan door Arnold Gelderman

### DeNotenkrakersuite
- Muziek: Pjotr Iljitsj Tsjaikovski – De Notenkrakersuite Op. 71a
- Regie: Samuel Armstrong

Dit filmpje draait om het veranderen van de seizoenen. Het begint met de zomer, en doorloopt dan de overige seizoenen tot de lente. Er komen veel dansstukken in voor. Centraal staan dieren, planten en fantasiewezens zoals feeën.
Vooraf vertelt Taylor het publiek dat het ballet De Notenkraker niet meer wordt opgevoerd; iets wat in 1940 wellicht het geval was maar inmiddels niet meer.

### De Tovenaarsleerling
- Muziek: Paul Dukas – De Tovenaarsleerling
- Regie: James Algar

Het bekendste stuk van de film, en tevens een van de meest iconische Mickey Mouse-filmpjes. De Tovenaarsleerling volgt het verhaal uit Johann Wolfgang von Goethes gedicht, met Mickey in de hoofdrol van de tovenaarsleerling. Hij betovert een bezemsteel zodat deze voor hem water gaat halen. De bezem gaat echter door met zijn werk tot de hele kamer overstroomt, en Mickey is niet meer in staat hem te stoppen. Hij hakt in paniek de bezem aan stukken, maar elk stuk wordt een nieuwe bezem die weer water gaat halen. Uiteindelijk lost tovenaar Yen Sid (spiegeling van de naam Disney) het probleem op, waarna hij Mickey ontslaat en wegstuurt.
Na afloop van het filmpje schudden Mickey en dirigent Leopold Stokowski, beiden in silhouet, elkaar de hand.
Nederlandse Mickey Mouse door Marcel Maas

### Le Sacre du printemps
- Muziek: Igor Stravinsky – Le Sacre du printemps
- Regie: Bill Roberts en Paul Satterfield

Dit segment volgt het ontstaan van de aarde, de eerste levensvormen, de bloei van de dinosauriërs en hun uiteindelijke uitsterven. Opmerkelijk voor Disney is dat de dieren niet antropomorf zijn gemaakt, maar zich realistisch voortbewegen en gedragen. Tevens werden complexe technieken toegepast om vulkanen, kokende lava en aardbevingen weer te geven. Bepaalde details zijn inmiddels door paleontologisch onderzoek wel achterhaald. Tyrannosaurus rex en Stegosaurus leefden niet in hetzelfde tijdperk, de T. rex had geen drie vingers aan elke hand maar twee en ook de theorie dat de dinosauriërs uitstierven door droogte en zandstormen is weerlegd.

### Intermezzo - Het geluidsspoor
- Regie: Sharpsteen en David D. Hand

Een tussenstuk van 15 minuten, waarin de muzikanten het theater verlaten en men de titelkaart van de film te zien krijgt.
Na het tussenstuk volgt een stukje jazz, begeleid door een klarinet. Met beelden krijgt het publiek te zien hoe geluidsgolven werken.

### De Pastorale
- Muziek: Ludwig van Beethoven – 6e symfonie in F, Op.68 "Pastorale"
- Regie: Hamilton Luske, Jim Handley, en Ford Beebe

Dit filmpje speelt zich af ten tijde van de Griekse mythologie en laat centauren, de Olympische goden, saters en andere mythologische wezens zien, o.a. Valentijnse Cupido's die mannelijke en vrouwelijke centauren koppelen. Deze wezens houden een festival ter ere van Bacchus, de god van de wijn. Het feest wordt verstoord door Zeus, die een groot onweer loslaat op de feestvierders.
Dit segment werd het vaakst bekritiseerd door bioscoopbezoekers als pure kitsch. Andere mensen hadden kritiek op de scène waarin sommige vrouwelijke centauren kort met ontblote borsten in beeld verschijnen (ook later in De Nacht op de Kale Berg zien we in de vlammen kort vrouwen met ontblote borsten verschijnen). Ook zijn sommige centauren vrouwen met een zwarte huidskleur en het onderlichaam van een zebra, wat tegenwoordig wat racistisch overkomt. Eén scène werd bovendien gecensureerd op de latere video- en dvd-uitgaven. Het betreft een scène waarin een zwarte centaurin de hoeven poetst van een blanke centaurin.

### Urendans
- Muziek: Amilcare Ponchielli – La Gioconda: Urendans.
- Regie: T. Hee en Norm Ferguson

Een parodie op ballet waarbij achtereenvolgens groepjes struisvogels, nijlpaarden, olifanten en krokodillen dansen.

### Nacht op de Kale Berg /Ave Maria
- Muziek:
  - Modest Mussorgsky – Nacht op de Kale Berg
  - Franz Schubert – Ave Maria
- Regie: Wilfred Jackson

Dit filmpje is een tweeluik. Het eerste luik bestaat uit De Nacht op de Kale Berg, waarin 's nachts een demon, Chernabog, ontwaakt op een bergtop; dan roept hij talloze spoken, monsters en levende doden op en houdt een woest feest. Als de ochtend aanbreekt en de kerkklokken beginnen te luiden worden de demonen verjaagd en gaan slapen. Het tweede luik sluit hier meteen op aan en toont een grote groep gesluierde mensen die in processie met lampionnen door een bos stappen op de melodie van Ave Maria. Er is duidelijk te zien dat het tweeluik zich afspeelt tijdens Allerheiligennacht en daarna aansluit door de ochtend.
Acteur Béla Lugosi diende als live-action model voor Chernabog, en bracht enkele dagen in de studio door om te poseren voor de tekenaars.

## Achtergrond

### Productie
Eind jaren 30 begon de populariteit van Walt Disneys Mickey Mouse te dalen. Om het personage weer populairder te maken, maakte hij het filmpje De Tovenaarsleerling. Dit filmpje werd gemaakt als een speciale productie, waarin het personage niet zou spreken en de beelden werden begeleid door muziek van Paul Dukas, L'apprenti sorcier (1897).
Terwijl het werk aan De Tovenaarsleerling in volle gang was, ontmoette Disney de beroemde dirigent Leopold Stokowski. Hij bood aan als dirigent op te treden voor het filmpje, en stelde een orkest van honderd  muzikanten samen om de muziek op te nemen. Met een lengte van negen minuten werd het filmpje twee minuten langer dan een gemiddeld Mickey Mouse-filmpje.
De productiekosten van het filmpje liepen echter op tot $125.000, een bedrag waarvan Walt Disney wist dat hij het nooit terug zou kunnen verdienen als hij niet met iets groters kwam. Op aandringen van Stokowski besloot hij het concept van De Tovenaarsleerling uit te breiden en meer muziekstukken van animatiebeelden te voorzien. Disney huurde componist en muziekcriticus Deems Taylor in om als verteller de filmpjes aan elkaar te praten. Stokowski kwam met de naam Fantasia. en dit werd de definitieve titel. De werktitel van deze film was The Concert Feature.
Hoewel het Philadelphia Orchestra de muziek voor de film heeft opgenomen, zijn ze niet in de film te zien. Het orkest dat men in de film ziet spelen, bestaat uit lokale muzikanten uit Los Angeles en medewerkers van Disney.

### Presentatie
Walt Disney wilde dat Fantasia geen gewone film zou worden, maar meer een getekend concert. Hij liet speciale programmaboekjes maken voor de voorstelling. Elke bioscoop waar de film te zien was, werd voorzien van dertig of meer luidsprekers om de kijker het geluid optimaal te laten horen.
Fantasia had oorspronkelijk geen introstuk of aftiteling. Er was enkel een titelkaart te zien tijdens het pauzestuk van de film. Deze titelkaart werd voor latere uitgaven naar het begin van de film geschoven.

## Ontvangst
Fantasia werd de eerste lange tekenfilm van Disney die genadeloos flopte aan de kassa. Intellectuelen en fans van klassieke muziek vonden de film pure kitsch en het grote publiek miste het pretentieloze kinderamusement dat ze altijd met Disney associeerden. Een van de oorzaken dat Fantasia zoveel verlies maakte had ook met de Tweede Wereldoorlog te maken, waardoor Disney een groot deel van zijn afzetmarkt in Europa kwijt was. De studio kwam in grote financiële problemen en maakte snel een eenvoudigere lange tekenfilm, Dumbo (1941) die opnieuw een kaskraker werd. Voor Disney zelf was het echter een zware klap en hij zou nooit meer in zijn carrière zo'n groot artistiek risico nemen.
Toen Fantasia in 1969 werd heruitgebracht in de bioscoop groeide de film onverwacht uit tot een cultfilm. Fans van hallucinogene drugs kwamen in groten getale kijken en ook filmcritici herwaardeerden Fantasia als een meesterwerk dat zijn tijd ver vooruit was. Tegenwoordig wordt Fantasia beschouwd als een klassieker, al blijven bepaalde onderdelen hun voor- en tegenstanders hebben. Een van de meest controversiële scènes was die met een Afrikaanse vrouwelijke centaur, die een racistisch stereotype zou uitbeelden. In de heruitgave van 1969 en daarna is deze scène dan ook verwijderd.

## Prijzen
De film won in 1941 twee speciale Academy Awards:
- Walt Disney, William E. Garity en J.N.A. Hawkins — voor hun grote bijdrage aan het gebruik van geluid in films.
- Leopold Stokowski — Voor het maken van een nieuwe vorm van gevisualiseerde muziek.

In 1990 werd Fantasia uitgekozen voor opslag in het National Film Registry.
Fantasia is tweemaal erkend door de American Film Institute:
- 1998 AFI's 100 Years... 100 Movies #58.
- 2008 AFI's 10 Top 10 #5 animatiefilms.